# Carlos Prieto
Carlos Prieto (ur. 2 lutego 1980 roku w Méridzie) – hiszpański piłkarz ręczny, reprezentant kraju, obrotowy. Od sezonu 2013/14 reprezentuje barwy HSG Wetzlar.
Podczas Igrzysk Olimpijskich 2008 w Pekinie zdobył brązowy medal olimpijski.

## Sukcesy
- 1998, 1999, 2006:  zwycięstwo w Lidze Mistrzów
- 1998, 1999, 2004, 2007:  mistrzostwo Hiszpanii
- 1998, 2003:  puchar Hiszpanii
- 2003, 2009:  Puchar Zdobywców Pucharów
- 2008:  III miejsce na Igrzyska Olimpijskich w Pekinie